# Paulo César Carpegiani
Paulo César Carpegiani (Erechim, Río Grande do Sul; 7 de febrero de 1949) es un exfutbolista y entrenador brasileño que se desempeñó como centrocampista defensivo. Actualmente se encuentra sin equipo.

## Trayectoria
Fue el entrenador de la selección paraguaya de fútbol que disputó la Copa Mundial de Fútbol de 1998 en Francia, cuya participación fue notable, habiendo eliminado a España en primera ronda, para perder en octavos de final contra los anfitriones y a la postre campeones del mundo en tiempo extra con gol de oro.

### Como jugador
| Equipo        | País   | Año       |
| ------------- | ------ | --------- |
| Internacional | Brasil | 1970-1977 |
| Flamengo      | Brasil | 1977-1981 |

### Como entrenador
| Equipo                | País           | Año         |
| --------------------- | -------------- | ----------- |
| Flamengo              | Brasil         | 1981–1983   |
| Al-Nassr              | Arabia Saudita | 1983–1984   |
| Internacional         | Brasil         | 1985        |
| Náutico               | Brasil         | 1986        |
| Bangu                 | Brasil         | 1986–1987   |
| Internacional         | Brasil         | 1989        |
| Náutico               | Brasil         | 1989        |
| Palmeiras             | Brasil         | 1991        |
| Cerro Porteño         | Paraguay       | 1991-1992   |
| Barcelona             | Ecuador        | 1992        |
| Cerro Porteño         | Paraguay       | 1992-1994   |
| Coritiba              | Brasil         | 1995        |
| Selección de Paraguay | Paraguay       | 1996-1998   |
| São Paulo             | Brasil         | 1999        |
| Flamengo              | Brasil         | 2000        |
| Atlético Paranaense   | Brasil         | 2001        |
| Cruzeiro              | Brasil         | 2001        |
| Selección de Kuwait   | Kuwait         | 2003-2004   |
| Corinthians           | Brasil         | 2007        |
| Vitória               | Brasil         | 2009        |
| Atlético Paranaense   | Brasil         | 2010        |
| São Paulo             | Brasil         | 2010-2011   |
| Vitória               | Brasil         | 2012        |
| Ponte Preta           | Brasil         | 2013        |
| Coritiba              | Brasil         | 2016 - 2017 |
| Bahia                 | Brasil         | 2017        |
| Flamengo              | Brasil         | 2018        |
| Vitória               | Brasil         | 2018        |

## Palmarés

### Como futbolista

#### Torneos regionales
| Título             | Equipo        | Estado             | Año  |
| ------------------ | ------------- | ------------------ | ---- |
| Campeonato Gaúcho  | Internacional | Río Grande del Sur | 1970 |
| Campeonato Gaúcho  | Internacional | Río Grande del Sur | 1971 |
| Campeonato Gaúcho  | Internacional | Río Grande del Sur | 1972 |
| Campeonato Gaúcho  | Internacional | Río Grande del Sur | 1973 |
| Campeonato Gaúcho  | Internacional | Río Grande del Sur | 1974 |
| Campeonato Gaúcho  | Internacional | Río Grande del Sur | 1975 |
| Campeonato Gaúcho  | Internacional | Río Grande del Sur | 1976 |
| Campeonato Carioca | Flamengo      | Río de Janeiro     | 1978 |
| Campeonato Carioca | Flamengo      | Río de Janeiro     | 1979 |
| Campeonato Carioca | Flamengo      | Río de Janeiro     | 1980 |

#### Torneos nacionales
| Título  | Equipo        | País   | Año  |
| ------- | ------------- | ------ | ---- |
| Serie A | Internacional | Brasil | 1975 |
| Serie A | Internacional | Brasil | 1976 |
| Serie A | Flamengo      | Brasil | 1980 |

### Como entrenador

#### Torneos regionales
| Título             | Equipo   | Estado         | Año  |
| ------------------ | -------- | -------------- | ---- |
| Campeonato Carioca | Flamengo | Río de Janeiro | 1981 |
| Taça Guanabara     | Flamengo | Río de Janeiro | 1981 |
| Taça Guanabara     | Flamengo | Río de Janeiro | 1982 |
| Campeonato Baiano  | Vitória  | Bahía          | 2009 |
| Taça Guanabara     | Flamengo | Río de Janeiro | 2018 |

#### Torneos nacionales
| Título           | Equipo        | País     | Año  |
| ---------------- | ------------- | -------- | ---- |
| Serie A          | Flamengo      | Brasil   | 1982 |
| Primera División | Cerro Porteño | Paraguay | 1992 |
| Primera División | Cerro Porteño | Paraguay | 1994 |

#### Torneos internacionales
| Título                | Equipo   | Sede       | Año  |
| --------------------- | -------- | ---------- | ---- |
| Copa Libertadores     | Flamengo | Montevideo | 1981 |
| Copa Intercontinental | Flamengo | Tokio      | 1981 |

| Predecesor: Valdir Espinosa | Director técnico de Cerro Porteño 1992-1994 | Sucesor: Gerardo González |